# 科利納多羅

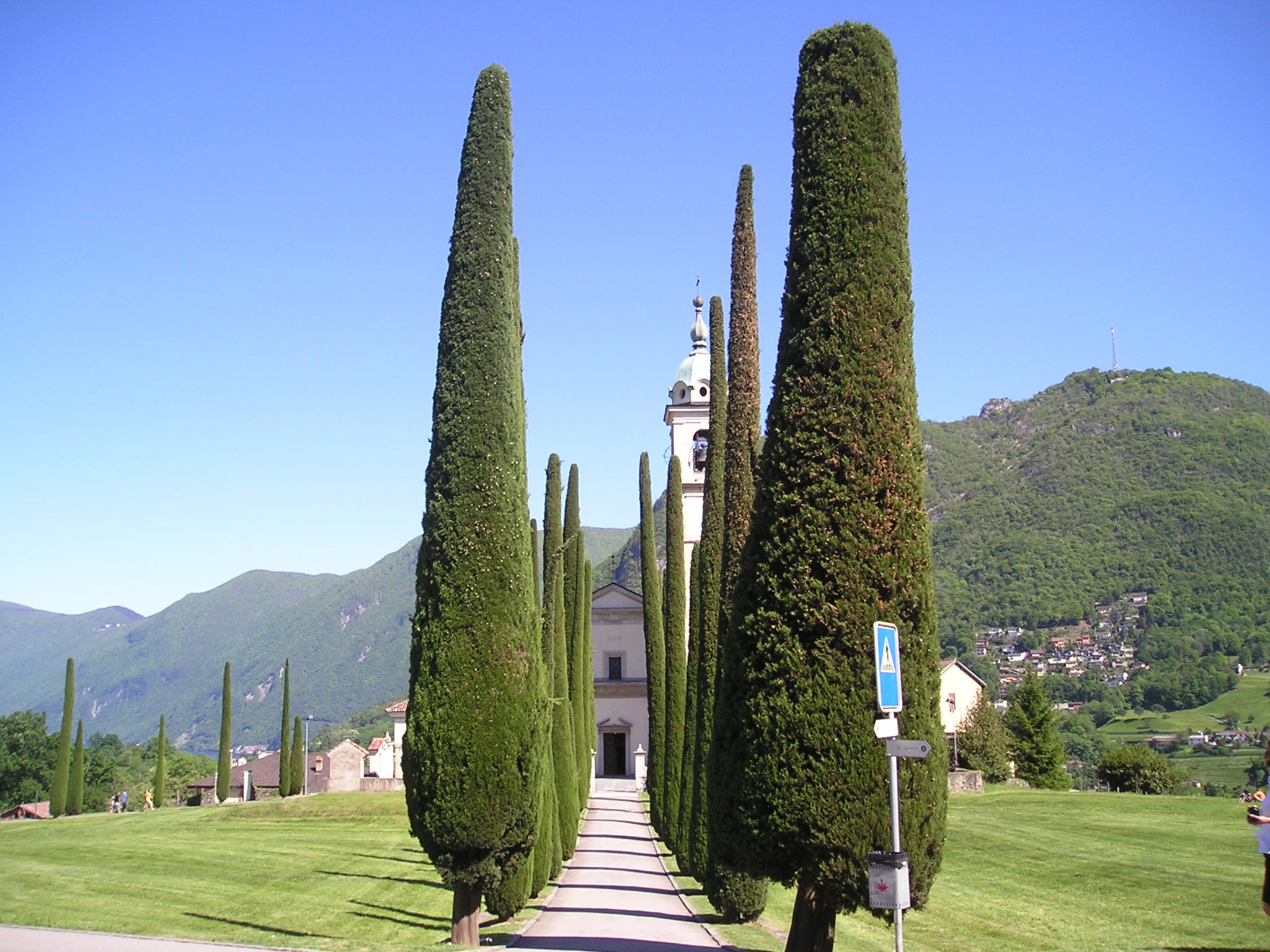

科利納多羅是瑞士的城鎮，位於該國南部，由提契諾州負責管轄，面積6.1平方公里，海拔高度469米，2011年人口4,338，七成半人口使用意大利語，人口密度每平方公里711人。

## 外部連結
- Official website （页面存档备份，存于） （意大利文）